# Phytinsäure

Haworth-Projektion der Phytinsäure als Hexaanion.

Phytinsäure (Hexaphosphorsäureester des myo-Inosits, IP6) gehört zu den bioaktiven Substanzen. Sie dient in Pflanzen wie Hülsenfrüchten, Getreide und Ölsaaten als Speicher für Phosphat und Kationen (für Kalium-, Magnesium-, Calcium-, Mangan-, Barium- und Eisen(II)-Ionen), die der Keimling zum Wachstum benötigt. Aufgrund ihrer komplexbildenden Eigenschaften kann sie vom Menschen mit der Nahrung aufgenommene  Mineralstoffe wie Calcium, Magnesium, Eisen und Zink in Magen und Darm unlöslich binden, so dass diese dem Körper nicht mehr zur Verfügung stehen.

## Gewinnung und Darstellung
Phytinsäure wird aus Maisquellwasser und Reisschalen gewonnen und kommt in der Natur als Anion, Phytat genannt, vor.

## Verwendung
Phytinsäure und ihre Metallsalze werden als Komplexbildner hauptsächlich in der Lebensmittelindustrie und als Düngerzusatz, beispielsweise für Hydrokulturdünger, eingesetzt.

### Nuklearmedizin
Das radioaktive 99mTechnetiumphytat wird in der Nuklearmedizin als Tracer bei der statischen Leberszintigrafie verwendet.

### Lebensmittel
Außerhalb der EU werden die Salze Calciumphytat und Calcium-Magnesium-Phytat als Klärmittel für Getränke eingesetzt.

### Restaurierung
Bei der Restaurierung historischer Dokumente nutzt man Phytat, um das Eisen in Eisengallustinten zu komplexieren und die Oxidation der Zellulose und damit den Zerfall der Dokumente (sog. „Tintenfraß“) zu beenden.

## Phytinsäure in der Ernährung
Mineralien werden in der Regel im Dünndarm resorbiert. Bestimmte Nahrungsbestandteile allerdings, zu denen auch die Phytinsäure zählt, können mit Mineralien feste Komplexe bilden und dadurch deren Aufnahme in den Körper behindern. Außerdem werden körpereigenes Calcium, Magnesium und Zink in einem Recycling-Prozess über die Verdauungssekrete der Bauchspeicheldrüse wieder in den Dünndarm abgegeben und von dort aus normalerweise rückresorbiert. 
Da die durch Phytinsäure gebundenen Mineralstoffe vom Körper nicht aufgenommen werden können, wird sie teils als unerwünschter Inhaltsstoff in Lebensmitteln angesehen. Methoden zur Reduktion von Phytinsäure sind:
- Rösten / Kochen / Einweichen in warmem Wasser
- Keimen lassen
- Fermentierung
- Bei der Herstellung von Vollkornprodukten spezielle Teigführung

Bei phytinreicher Ernährung empfiehlt die DGE seit 2019 eine erhöhte Zinkzufuhr.
Diskutiert werden neben den antinutritiven Eigenschaften der Phytinsäure auch mögliche positive Eigenschaften als Antioxidans und ein Schutz gegen Krebs oder Nierensteine. Zu einer gesunden Ernährung gehören daher trotz bzw. wegen der enthaltenen Phytinsäure Vollkornprodukte, Hülsenfrüchte, Gemüse, Samen und Nüsse.

## Phytat und Gülle
Wiederkäuer sind die einzigen Säugetiere, die Phytinsäure abbauen und das dabei anfallende Phosphat verwerten können. Die Bakterien in ihrem Magen produzieren das Enzym Phytase, das den Abbau von Phytat zu Zucker und Phosphat ermöglicht.
Die Gülle der Wiederkäuer ist daher phosphatarm, im Gegensatz zu den Ausscheidungsprodukten anderer Nutztiere, die bei hohen Bestandsdichten ein ernsthaftes Entsorgungs- und Umweltproblem bedeuten können.